# Abby Aldrich Rockefeller

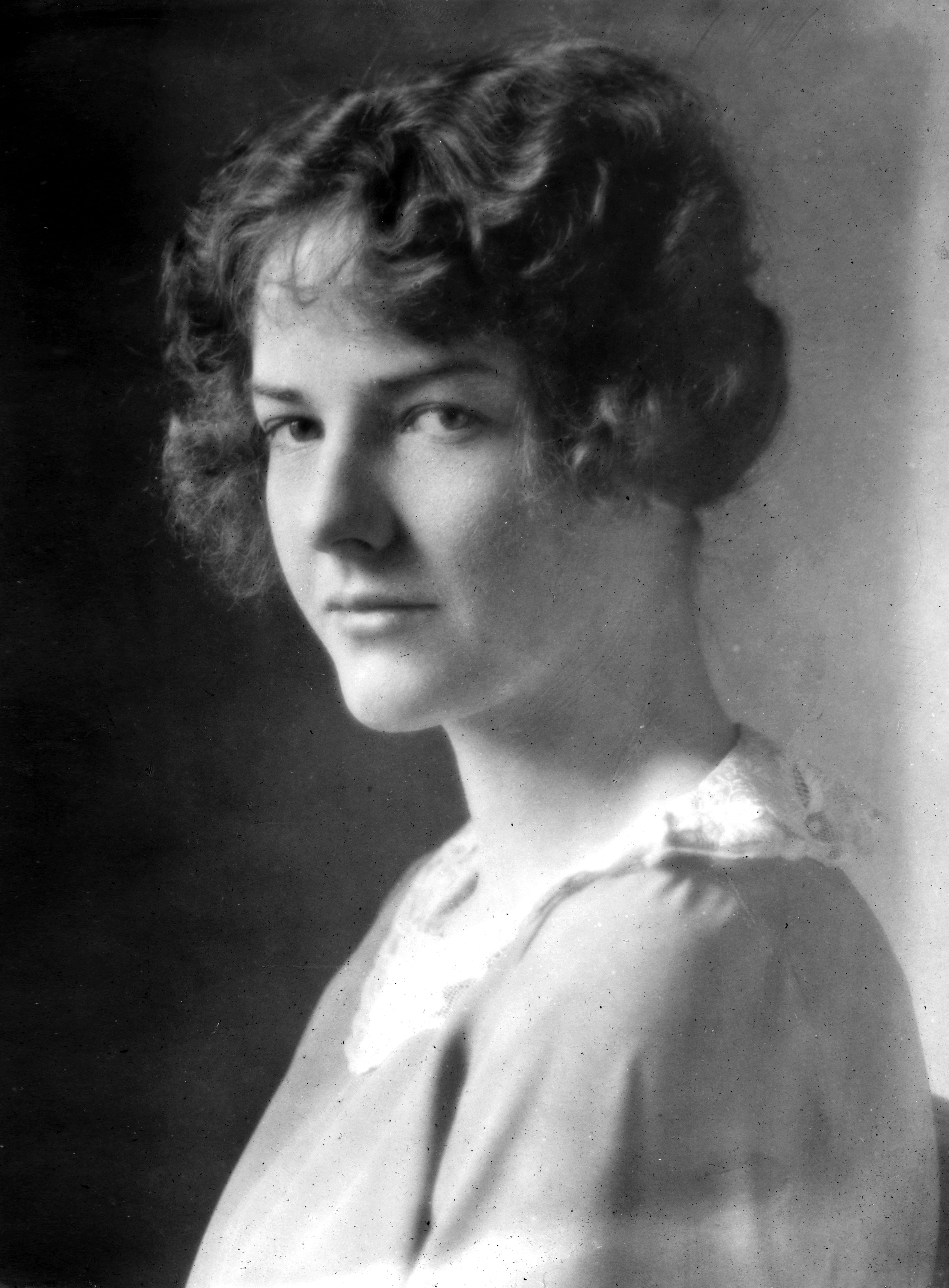
Abby Aldrich Rockefeller

Abby Aldrich Rockefeller, nata Abigail "Abby" Greene Aldrich (Providence, 26 ottobre 1874 – New York, 5 aprile 1948), è stata una collezionista d'arte e filantropa statunitense, appartenente alla seconda generazione matriarcale della celebre famiglia Rockefeller. È particolarmente nota per essere stata la forza trainante dietro la costituzione del Museo d'Arte Moderna di New York, situato sulla 53ª Strada, nel novembre del 1929.

## Biografia
Nacque dall'influente senatore Nelson Aldrich Wilmarth, presidente della potente Commissione Finanze del Senato, e da Abby Pearce Truman Chapman, una lontana discendente del quarto firmatario del Patto del Mayflower. Sua sorella, Lucy Aldrich, che era quasi completamente sorda (si pensa o a causa di un attacco di scarlattina contratta durante l'infanzia, o per il risultato della sindrome di Waardenburg, un'anomalia genetica presente nelle diverse generazioni della famiglia Aldrich), fu per tutta la vita la personalità che più la influenzo, e si crede abbia favorito in Abby l'interesse per l'arte folk americana.
Nel 1891, a 18 anni, si iscrisse alla Miss Abbott's School for Young Ladies della città natale, dove studiò composizione e letteratura inglese, francese, tedesca, storia dell'arte e storia antica, oltre a ginnastica e danza. Si laureò nel 1893 debuttando nel novembre 1893. Il 30 giugno 1894, iniziò ad intraprendere dei viaggi prima a Liverpool, poi navigando e intrattenendo una vita di intense esperienze culturali europee e asiatiche. L'educazione estetica acquisita dall'estero, inizialmente favorita dal padre, contribuì a formare il suo discernimento futuro per il collezionismo d'arte. L'iniziale soggiorno di quattro mesi incluse la vita di paesi quali l'Inghilterra, il Belgio, l'Paesi Bassi, la Germania, l'Austria, la Svizzera, l'Italia e la Francia.
Nell'autunno del 1894 conobbe il suo futuro marito, John Davison Rockefeller Jr., erede ed unico figlio maschio dell'industriale del petrolio e filantropo John D. Rockefeller, a casa di un amico di Providence. Attraverso un impegno prolungato, durante il quale furono invitati per un viaggio a Cuba nel 1900, sullo yacht presidente William McKinley, si sposarono il 9 ottobre 1901, alle nozze partecipate dalle società principali della Gilded Age, davanti a circa un migliaio dei personaggi dell'élite del tempo, nella tenuta estiva del padre a Warwick Neck, nella Contea di Kent, a Rhode Island.
Dopo il matrimonio si stabilirono inizialmente in 13 West nella 54ª Strada, dal 1901 fino al 1913, fino a quando la costruzione del palazzo di nove piani a 10 West nella 54ª Strada avviata dal marito, la più grande della città di New York in quel periodo, ebbe termine. Essi risiedettero al numero 10 fino al 1938, quando si trasferirono in un appartamento su tre livelli al 740 di Park Avenue. Diedero alla luce sei figli:
- Abby Rockefeller Mauzé (9 novembre 1903 - 27 maggio 1976)
- John Davison Rockefeller III (21 marzo 1906 - 10 luglio 1978)
- Nelson Aldrich Rockefeller (8 luglio 1908 - 26 gennaio 1979)
- Laurance Rockefeller Spelman (26 maggio 1910 - 11 luglio 2004)
- Winthrop Rockefeller (1º maggio 1912 - 22 febbraio 1973)
- David Rockefeller (15 giugno 1915 - 20 marzo 2017)

Morì nella casa di famiglia al 740 di Park Avenue, all'età di 73 anni.